# Пожарное судно

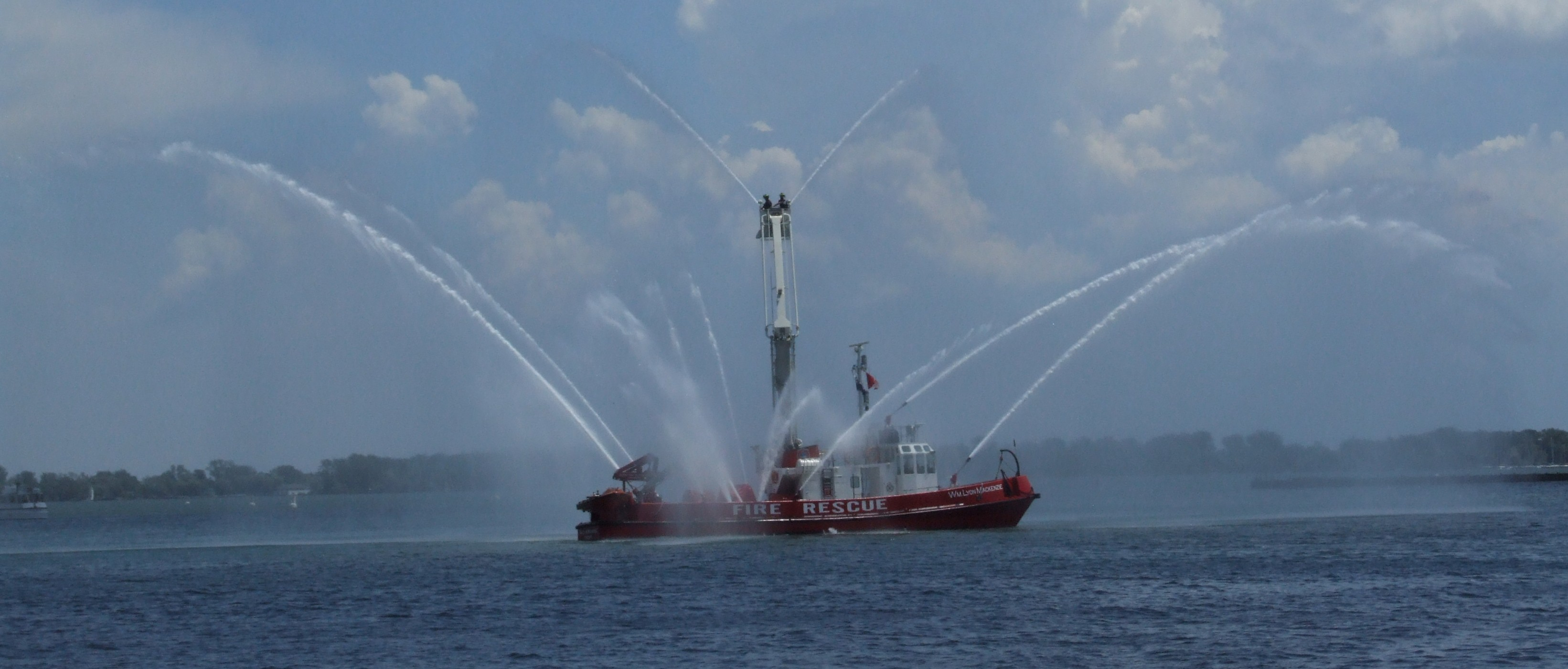
Пожарное судно в действии

Пожарное судно — корабль, катер, моторная лодка для выполнения задач, решаемых специализированными пожарными службами. Основным назначением пожарных судов является оказание экстренной помощи плавсредствам, береговым объектам, морским буровым установкам и т. д. при пожаре. Повышенная маневренность, необходимая для подхода судна к горящему объекту обеспечивается мощными подруливающими устройствами, а на судах последних лет постройки — системами динамического позиционирования.

## Классификация
Пожарные суда делятся на специализированные (имеют мощное пожарное оборудование, которое не позволяет их использовать не по назначению) и комбинированные (пожарные и портовые буксиры, имеющие пожарное оборудование, не снижающее их эффективности как буксировочных средств).
В зависимости от района плавания делятся на речные, морские и комбинированные (река-море). (Пожарные суда «река-море» используются главным образом в устьях крупных рек.)

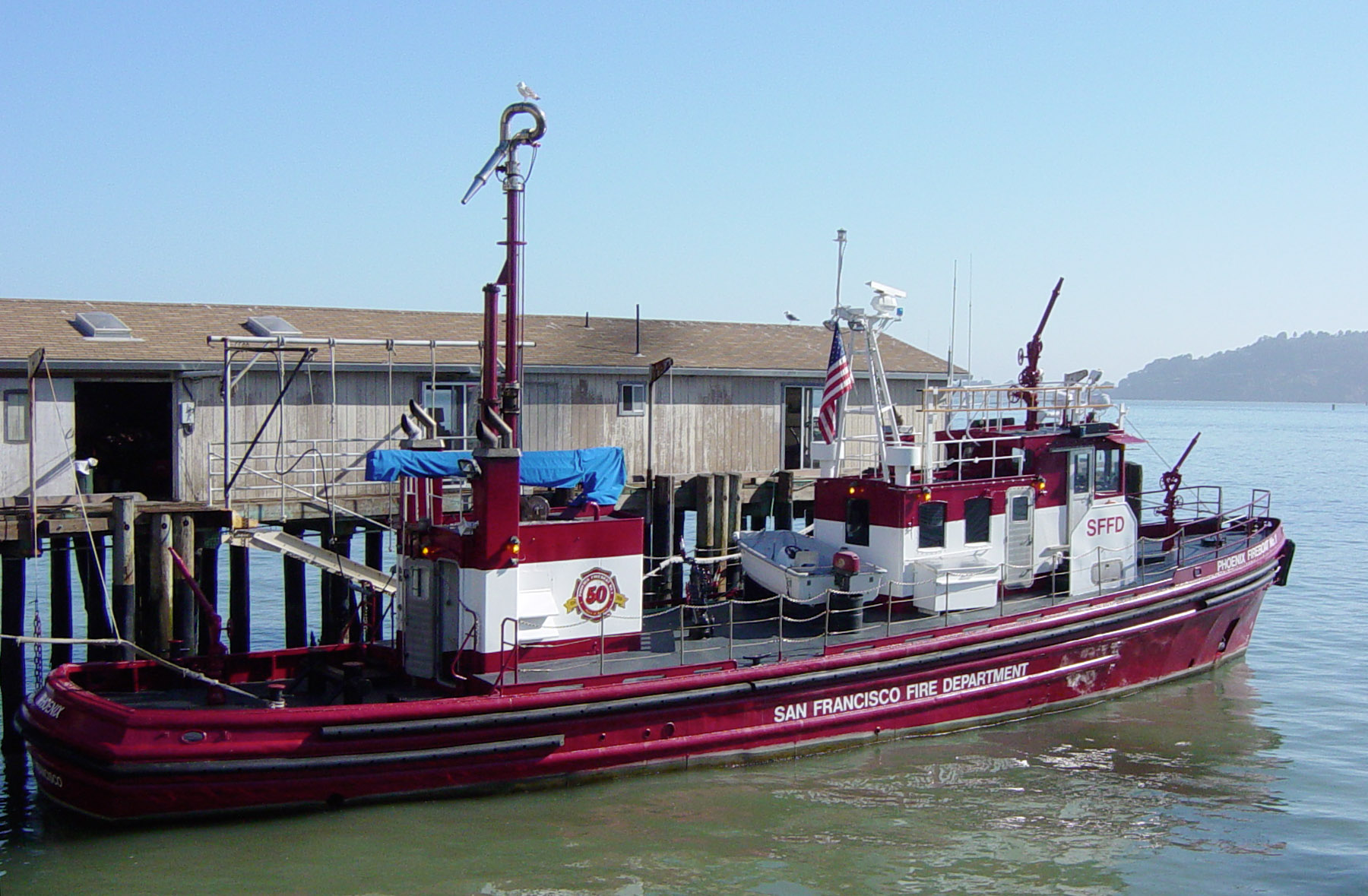
Пожарный катер Phoenix из Сан-Франциско

## Средства пожаротушения
Основным средством пожаротушения на пожарном судне являются высокопроизводительные (до 10 000 м³/ч) насосы, подающие воду в стационарные лафетные стволы или в рукавные линии. Насосы имеют привод от специальных или ходовых двигателей судна и устанавливаются ниже конструктивной ватерлинии, что обеспечивает быстрое заполнение насосов самотеком. Лафетные стволы (2—8), как правило, устанавливаются на носу, корме и надстройке и обеспечивают длину (вылет) струи до 200 м и высоту до 50 м. На некоторых судах имеются телескопические вышки и стрелы, так же оборудованные пожарными стволами. Кроме того, указанные вышки и стрелы используются для высадки аварийных партий к очагам пожара и снятия людей с горящих судов.
Для тушения нефти и нефтепродуктов на танкерах, береговых складах и нефтебуровых установках применяются средства химического пожаротушения — пенообразующие вещества, диспергенты, устройства локализации нефтяного пятна.
Для защиты от теплового воздействия по периметру судна проложены трубопроводы оросительной системы.